# Animatismus
Animatismus (lateinisch animatus ‚belebt‘) ist ein Begriff, der von Robert Ranulph Marett (1866–1943) stammt, und sich auf bestimmte Glaubensinhalte ethnischer Religionen bezieht. Er wird als eine Theorie des Präanimismus bezeichnet. Im Animatismus werden unbelebte Dinge der Natur als lebendig angesehen: Sie besitzen demnach eine dem Menschen vergleichbare eigene Denk- und Handlungsfähigkeit, eigenen Willen und eigene Emotionen.
Der Animatismus galt längere Zeit als die Vorstufe des Animismus (Beseeltheit der Natur). Diese evolutionistische Auffassung sowie Maretts Ansicht, dass die Belebtheit unbelebter Naturerscheinungen der Kraft, die man in der Ethnologie als Mana bezeichnet, zuzuschreiben ist, ließ sich aufgrund späterer Befunde jedoch nicht mehr halten. Tatsächlich sind die Übergänge zwischen den Vorstellungen von Beseeltheit und Belebtheit zumeist fließend und schwer zu unterscheiden (siehe auch: Sackgassen der ethnologischen Religionsforschung).

## Die Animatismus-Theorie
Marett entwickelte seine Theorie in Auseinandersetzung mit den großen Figuren der britischen Religionsethnologie Edward B. Tylor und James George Frazer, in geringerem Maße mit dem Außenseiter Andrew Lang sowie mit Émile Durkheim. Trotz mancherlei Differenzierungen folgte er dem Grundgedanken der soziokulturellen Evolution. Der Aufstieg des Geistes vom Gefühl zur Reflexion stelle sich erst durch den Fortschritt der mentalen Evolution des Menschen ein. Primitive Gesellschaften seien weitestgehend von traditionellen Sitten und Gebräuchen beherrscht. Primitive Religion werde nicht gedacht, sondern getanzt.
Die Begegnung mit nicht beherrschbaren Gefahren werde auf übermenschliche oder übernatürliche Kräfte zurückgeführt, die sich im Begriff Mana ausdrücke, die Scheu davor im Begriff Tabu. Die Bewältigung der daraus entstehenden Krisen werde gesellschaftlich organisiert, reguliert, konventionalisiert und traditionalisiert. Erfolgreiche Praktiken der Kommunikation mit den übernatürlichen Mächten würden zum Ritual. Bestimmte Personen, die in diesen Ritualen besondere Funktionen ausübten, erlangten dadurch privilegierte Positionen.
Im Verlauf der religiösen Evolution vollziehe sich dann eine weitgehende Ethisierung der Religion. Dies geschehe in Auseinandersetzung mit der überkommenen Tradition und Konvention sowie deren religiöser Sanktionierung.

## Zitat
„Du denkst ich sei ein Felsen, welcher liegt in der Stille, […] Doch das bin ich nicht, sondern Stück allen Lebens. Ich bin lebendig, denen, die denken.“